# Charles Stuart, 12. Lord Blantyre

Wappen des Charles Stuart, 12. Lord Blantyre

Charles Stuart, 12. Lord Blantyre (* 21. Dezember 1818 in Lennoxlove, East Lothian; † 15. Dezember 1900 in Erskine House, Renfrewshire) war ein britischer Adliger und Politiker.
Er war der zweitgeborene Sohn des Robert Stuart, 11. Lord Blantyre aus dessen Ehe mit Fanny Rodney, einer Enkelin des 1. Baron Rodney. Da sein älterer Bruder Alexander bereits 1814 gestorben war, führte Charles als Heir apparent seines Vaters ab Geburt den Höflichkeitstitel Master of Blantyre. Beim Tod seines Vaters erbte er 1830 dessen Adelstitel als Lord Blantyre.
1836 kaufte er sich ein Offizierspatent als Ensign und Lieutenant bei den Grenadier Guards. 1845 wurde er zum Deputy Lieutenant von Renfrewshire und 1864 zum Deputy Lieutenant von Lanarkshire ernannt. 1850 bis 1892 war er als schottischer Representative Peer Mitglied des britischen House of Lords.
Am 4. Oktober 1843 heiratete er Lady Evelyn Leveson-Gower (1825–1869), Tochter des George Sutherland-Leveson-Gower, 2. Duke of Sutherland. Mit ihr hatte er einen Sohn und fünf Töchter:
- Walter Stuart, Master of Blantyre (1851–1895), Captain der British Army;
- Hon. Mary Stuart (* 1845);
- Hon. Ellen Stuart (1846–1927) ⚭ 1864 Sir David Baird, 3. Baronet;
- Hon. Evelyn Stuart (1848–1888) ⚭ 1871 Archibald Kennedy, 3. Marquess of Ailsa;
- Hon. Gertrude Stuart (1849–1935) ⚭ 1875 William Henry Gladstone (1840–1891), MP, Sohn des William Ewart Gladstone;
- Hon. Blanche Stuart (1867–1868).

Da sein einziger Sohn kinderlos vor ihm starb, erlosch sein Adelstitel bei seinem Tod 1900.